# Granby (Missouri)
Granby is een plaats (city) in de Amerikaanse staat Missouri, en valt bestuurlijk gezien onder Newton County.

## Demografie
Bij de volkstelling in 2000 werd het aantal inwoners vastgesteld op 2121.
In 2006 is het aantal inwoners door het United States Census Bureau geschat op 2242, een stijging van 121 (5,7%).

## Geografie
Volgens het United States Census Bureau beslaat de plaats een oppervlakte van
11,5 km², geheel bestaande uit land. Granby ligt op ongeveer 314 m boven zeeniveau.

## Plaatsen in de nabije omgeving
De onderstaande figuur toont nabijgelegen plaatsen in een straal van 16 km rond Granby.